# Jiangxi International Women's Tennis Open 2016
Jiangxi International Women's Tennis Open 2016 byl tenisový turnaj pořádaný jako součást ženského okruhu WTA Tour, který se hrál v areálu městského Mezinárodní tenisového centra na otevřených dvorcích s tvrdým povrchem DecoTurf. Konal se mezi 31. červencem až 7. srpnem 2016 v jihočínském Nan-čchangu jako třetí ročník turnaje.
Turnaj s rozpočtem 250 000 dolarů patřil do kategorie WTA International Tournaments. Nejvýše nasazenou hráčkou ve dvouhře měla být světová osmdesát šestka Magda Linetteová z Polska, která upřednostnila start na riodejaneirských Letních olympijských hrách, kam získala pozvání od ITF. Roli turnajové jedničky tak zaujala Japonka Kurumi Narová, jíž patřila 91. příčka. Jako poslední přímá účastnice do dvouhry nastoupila 195. hráčka žebříčku Marina Melnikovová z Ruska.
Jednalo se o premiérový ročník turnaje v úrovni WTA International, když v letech 2014 a 2015 probíhal v rámci série WTA 125.
První kariérní titul na okruhu WTA Tour vybojovala Číňanka Tuan Jing-jing, když vyhrála dvouhru. Deblovou část ovládl čínský pár Liang Čchen a Lu Ťing-ťing, pro niž to byl také premiérový titul v této úrovni.

## Distribuce bodů a finančních odměn

### Distribuce bodů
| Soutěž  | vítězky | finalistky | semifinalistky | čtvrtfinalistky | 16 v kole | 32 v kole | Q  | Q3 | Q2 | Q1 |
| ------- | ------- | ---------- | -------------- | --------------- | --------- | --------- | -- | -- | -- | -- |
| dvouhra | 280     | 180        | 110            | 60              | 30        | 1         | 18 | 14 | 10 | 1  |
| čtyřhra | 280     | 180        | 110            | 60              | 1         | —         | —  | —  | —  | —  |

### Finanční odměny
| Soutěž  | vítězky | finalistky | semifinalistky | čtvrtfinalistky | 16 v kole | 32 v kole | Q2     | Q1   |
| ------- | ------- | ---------- | -------------- | --------------- | --------- | --------- | ------ | ---- |
| dvouhra | $43 000 | $21 400    | $11 500        | $6 175          | $3 400    | $2 100    | $1 020 | $600 |
| čtyřhra | $12 300 | $6 400     | $3 435         | $1 820          | $960      | —         | —      | —    |

## Ženská dvouhra

### Nasazení
| Stát                             | Hráčka                 | WTA  | Nasazení |
| -------------------------------- | ---------------------- | ---- | -------- |
| Polsko                           | Magda Linetteová       | 86.  | 1.       |
| Japonsko                         | Kurumi Narová          | 91.  | 2.       |
| Itálie                           | Francesca Schiavoneová | 107. | 3.       |
| Chorvatsko                       | Donna Vekićová         | 109. | 4.       |
| Čína                             | Čang Kchaj-lin         | 112. | 5.       |
| USA                              | Vania Kingová          | 120. | 6.       |
| Japonsko                         | Risa Ozakiová          | 126. | 7.       |
| Čína                             | Chan Sin-jün           | 127. | 8.       |
| Bulharsko                        | Elica Kostovová        | 131. | 9.       |
| Žebříček WTA k 25. červenci 2016 |                        |      |          |

### Jiné formy účasti
Následující hráčky obdržely divokou kartu do hlavní soutěže:
- Lu Ťia-ťing
- Jang Čao-süan
- Čeng Wu-šuang
- Čang Jü-süan

Následující hráčka uplatnila do hlavní soutěže žebříčkovou ochranu:
- Tereza Mrdežová

Následující hráčky postoupily z kvalifikace:
- Niča Lertpitaksinčajová
- Lu Ťing-ťing
- Džunri Namigatová
- Peangtarn Plipuečová
- Storm Sandersová
- Čang Jing

Následující hráčka postoupila z kvalifikace jako tzv. šťastná poražená:
- Han Na-re

### Odhlášení
před zahájením turnaje
- Zarina Dijasová → nahradila ji Elica Kostovová
- Magda Linetteová → nahradila ji Han Na-lae
- Kateřina Siniaková → nahradila ji Daniela Hantuchová
- Wang Čchiang → nahradila ji Marina Melnikovová

## Ženská čtyřhra

### Nasazení
| Stát                                                                         | Hráčka        | Stát     | Hráčka            | WTA  | Nasazení |
| ---------------------------------------------------------------------------- | ------------- | -------- | ----------------- | ---- | -------- |
| Čína                                                                         | Wang Ja-fan   | Čína     | Jang Čao-süan     | 123. | 1.       |
| Japonsko                                                                     | Šúko Aojamová | Japonsko | Makoto Ninomijová | 154. | 2.       |
| Čína                                                                         | Chan Sin-jün  | Čína     | Čang Kchaj-lin    | 180. | 3.       |
| Japonsko                                                                     | Miju Katová   | Japonsko | Kurumi Narová     | 219. | 4.       |
| Žebříček WTA k 25. červenci 2016; číslo je součtem umístění obou členek páru |               |          |                   |      |          |

### Jiné formy účasti
Následující páry obdržely divokou kartu do hlavní soutěže:
- Čang Kchaj-čen /  Tuan Jing-jing
- Sun C'-jüe /  Ču Aj-wen

## Přehled finále

### Ženská dvouhra
- Tuan Jing-jing vs.  Vania Kingová, 1–6, 6–4, 6–2

### Ženská čtyřhra
- Liang Čchen /  Lu Ťing-ťing vs.  Šúko Aojamová /  Makoto Ninomijová, 3–6, 7–6(7–2), [13–11]